# Tystberga
Tystberga is een plaats in de gemeente Nyköping in het landschap Södermanland en de provincie Södermanlands län in Zweden. De plaats heeft 844 inwoners (2005) en een oppervlakte van 93 hectare.

## Verkeer en vervoer
Bij de plaats loopt de E4.
De plaats heeft een station aan de spoorlijnen Katrineholm - Malmö en Järna - Åby.